# Georadar
En georadar eller jordradar (kort GPR fra engelsk Ground Penetrating Radar) er et instrument beregnet til at undersøge strukturen i et fast legeme, fx i jorden.
Georadaren udsender elektromagnetiske bølger ned i jorden, hvorfra de tilbagekastes, hvis strukturen ændrer sig, fx hvis forskelligartede materialer findes strukturerede. Det strukturbillede, jordradaren finder, kan ses som et billede på en skærm og udprintes ved behov. Jordradarens evne til at trænge ned gennem jordlagene afhænger af disses beskaffenhed og af den benyttede antenne. En hovedregel er, at billedet forgroves ved stigende jorddybde.
Jordradaren har været i anvendelse blandt andet for at undersøge strukturen i Jellinghøjene, første gang i 1981 og igen i 1994.